# Jerzy Sabela

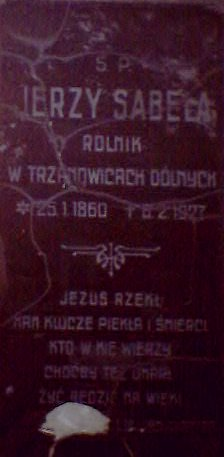
Náhrobní nápis

Jerzy Sabela též Jiří Sabela (25. ledna 1860 — 6. února 1927) byl jednou z význačných postav hnutí otevřených bratří (v ČR působících pod názvem Křesťanské sbory).

V jeho domě v Třanovicích se od roku 1910 scházel první sbor otevřených bratří na Těšínsku.
Je pohřben na evangelickém hřbitově v Třanovicích.